# Luke Schaub
Luke Schaub (ur. 1 maja 1690 w Bazylei, zm. 27 lutego 1758) – dyplomata brytyjski pochodzenia szwajcarskiego. Piastował godność brytyjskiego ambasadora w Austrii w latach 1715–1716 i we Francji (1721–1724).
W 1712 roku specjalny wysłannik brytyjski w Szwajcarii Abraham Stanyan uczynił Szwajcara Lukasa Schauba swym sekretarzem. W 1714 r. Schaub został sekretarzem lorda Dalrymple-Stair w Paryżu, służył mu też w Wiedniu w latach 1715–1716. W 1720 r. naturalizowany jako Luke Schaub, w latach 1721–1724 sam był ambasadorem w Paryżu.
Poślubił francuską protestantkę, wdowę z Nismes, dużo młodszą od siebie (zmarła w 1791).